# Jerzy Leszczyk
Jerzy Leszczyk (ur. 18 września 1961 w Bogatyni) – polski piłkarz, występujący na pozycji napastnika.

## Biografia
W młodości uprawiał piłkę nożną i siatkówkę. Po przeprowadzce do Bełchatowa został zawodnikiem lokalnego Węgla Brunatnego, awansując w 1982 roku z tym klubem do III ligi. W roku 1983 za dwa miliony złotych przeszedł do Widzewa Łódź, w którym przeważnie był zmiennikiem Włodzimierza Smolarka i Dariusza Dziekanowskiego. Po kontuzji Smolarka Leszczyk został zawodnikiem podstawowego składu, a 18 września strzelił dwa gole w derbach Łodzi. W sezonie 1984/1985 zdobył Puchar Polski. W następstwie kontuzji kości strzałkowej odszedł z Widzewa w 1987 roku, zostając piłkarzem Jagiellonii Białystok. W klubem tym doszedł do finału Pucharu Polski w 1989 roku. Następnie odszedł z Jagiellonii i zamieszkał na stałe w Belgii, grając tam w klubach z niższych lig.

## Statystyki ligowe
| Sezon         | Klub                      | Liga           | Mecze | Gole |
| ------------- | ------------------------- | -------------- | ----- | ---- |
| 1979/1980     | Węgiel Brunatny Bełchatów | klasa okręgowa | ?     | ?    |
| 1980/1981     | Węgiel Brunatny Bełchatów | klasa okręgowa | ?     | ?    |
| 1981/1982     | Węgiel Brunatny Bełchatów | klasa okręgowa | ?     | ?    |
| 1982/1983     | Węgiel Brunatny Bełchatów | III liga       | ?     | ?    |
| 1983/1984     | Widzew Łódź               | I liga         | 28    | 8    |
| 1984/1985     | Widzew Łódź               | I liga         | 25    | 5    |
| 1985/1986     | Widzew Łódź               | I liga         | 25    | 1    |
| 1986/1987     | Widzew Łódź               | I liga         | 21    | 4    |
| 1987/1988     | Jagiellonia Białystok     | I liga         | 21    | 2    |
| 1988/1989     | Jagiellonia Białystok     | I liga         | 15    | 4    |
| 1990/1991     | RFC Tilleur               | Division 3     | 21    | 0    |
| 1991/1992     | RFC Tilleur               | Division 3     | 25    | 8    |
| 1992/1993     | RFC Tilleur               | Division 3     | ?     | ?    |
| 1993/1994     | RFC Tilleur               | Division 3     | 14    | 3    |
| 1994/1995 (j) | RFC Tilleur               | Division 3     | 25    | 0    |
| 1994/1995 (w) | RFC Union Kelmis          | Provinciaal    | 25    | 0    |
| 1995/1996     | RFC Union Kelmis          | Promotion      | 6     | 0    |